# Osmoxylon puniceopolleniferum
Osmoxylon puniceopolleniferum là một loài thực vật có hoa trong Họ Cuồng cuồng. Loài này được (B.C.Stone) B.C.Stone mô tả khoa học đầu tiên năm 1983.